# دانیل سانتیاگو
دانیل سانتیاگو (انگلیسی: Daniel Santiago؛ زادهٔ ۲۴ ژوئن ۱۹۷۶) بازیکن بسکتبال اهل پورتوریکو است.
از باشگاه‌هایی که در آن بازی کرده‌است می‌توان به باشگاه فوتبال بارسلونا، فینیکس سانز، و باشگاه فوتبال بوکا جونیورز اشاره کرد.
وی در مسابقات کشوری و بین‌المللی در مجموع برندهٔ ۱ مدال طلا، ۲ مدال نقره شده‌است.